# Achlyphila
Achlyphila es un género de plantas con flores perteneciente a la familia  Xyridaceae. Comprende una especies.

## Especies
- Achlyphila distacha